# INVEN
INVEN（インベン、인벤）は、eスポーツなどを扱っている、大韓民国のゲームメディア。韓国のゲームメディアとしては大手とされており、ゲーマーからの認知度が高い。